# Dr. Cullen Park
Dr. Cullen Park è uno stadio irlandese, situato nel Leinster, nella città di Carlow, capoluogo dell'omonima contea. Ha una capienza di circa 21000 posti, è di proprietà della Gaelic Athletic Association ed è l'impianto di casa delle franchige di calcio gaelico ed hurling che rappresentano la contea.